# Powiat Encs
Powiat Encs (węg. Encsi járás) – jeden z piętnastu powiatów komitatu Borsod-Abaúj-Zemplén na Węgrzech. Siedzibą władz jest miasto Encs.

## Miejscowości powiatu Encs
- Abaújalpár
- Abaújkér
- Alsógagy
- Baktakék
- Beret
- Büttös
- Csenyéte
- Csobád
- Detek
- Encs
- Fáj
- Fancsal
- Felsőgagy
- Forró
- Fulókércs
- Gagyapáti
- Garadna
- Gibárt
- Hernádbűd
- Hernádpetri
- Hernádszentandrás
- Hernádvécse
- Ináncs
- Kány
- Keresztéte
- Krasznokvajda
- Litka
- Méra
- Novajidrány
- Pamlény
- Pere
- Perecse
- Pusztaradvány
- Szalaszend
- Szászfa
- Szemere